# Fale kapilarne

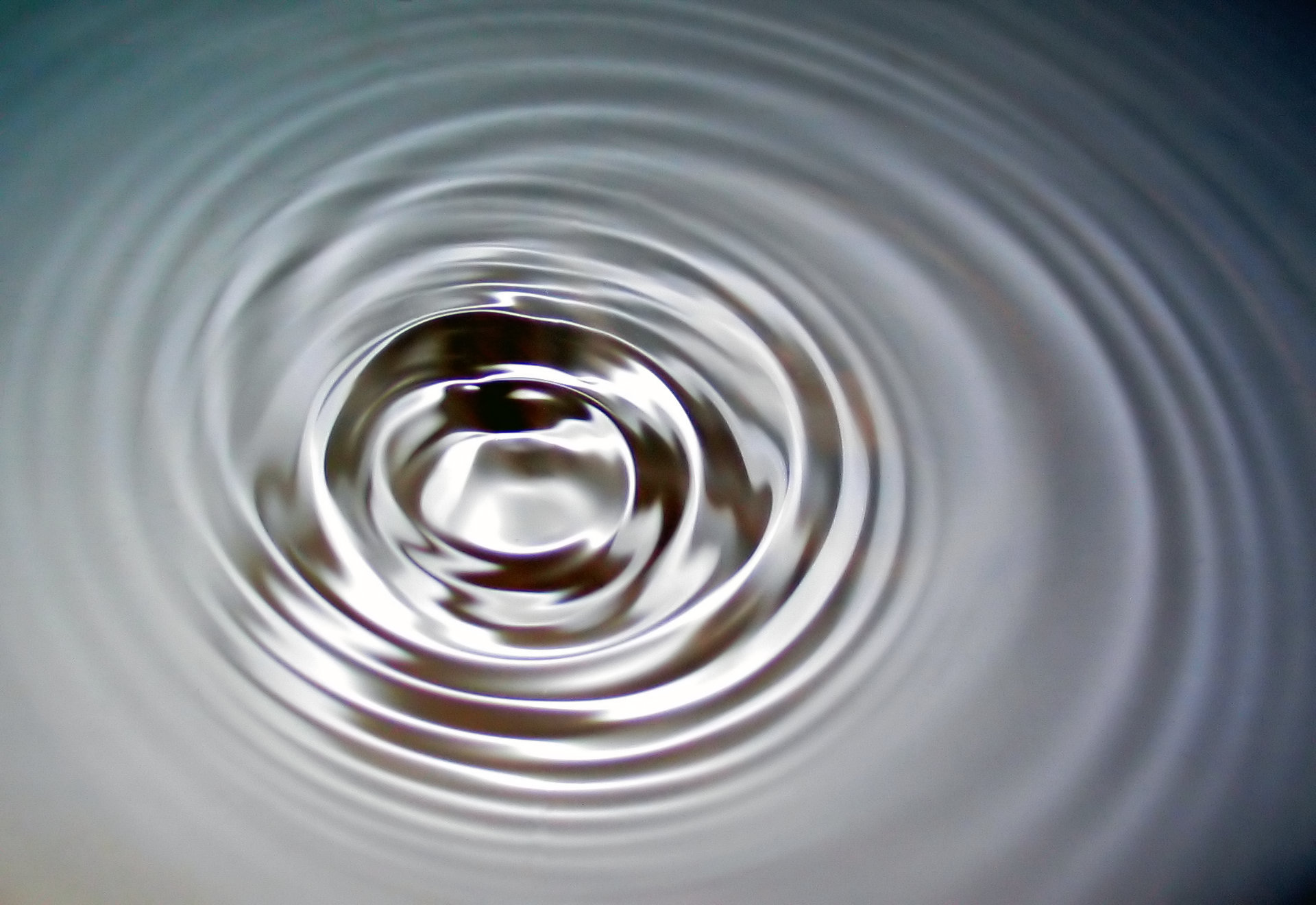
Fale kapilarne na wodzie.

Fala kapilarna (fale napięcia powierzchniowego) – fala na powierzchni dwóch płynów – dwóch cieczy (np. wody i oleju) lub na powierzchni cieczy i gazu (np. wody i powietrza) – której siłą przywracającą powierzchnię do położenia równowagi są siły napięcia powierzchniowego. Fale kapilarne na wodzie są także nazywane zmarszczkami na wodzie.
Dla powierzchni wody siłami przywracającymi równowagę są siła napięcia powierzchniowego i siła grawitacji. Siła napięcia powierzchniowego przeważa dla fal o długości mniejszej od 1,7 cm, dla fal dłuższych przeważa siła grawitacji. Dla fal na powierzchni wody o długości większej od 10 cm oddziaływanie siły napięcia powierzchniowego można całkowicie pominąć.
Olej rozlany na wodzie poprzez zwiększenie napięcia powierzchniowego zmniejsza fale kapilarne na wodzie, a przez lepkość zwiększa szybkość zaniku fal. Wylewanie oleju na wodę podczas silnych sztormów przez załogi statków było wykorzystywane do „uspokajania wody”. Jeden z pierwszych artykułów proponujący wyjaśnienie skuteczności tego zabiegu został przedstawiony przez Benjamina Franklina w 1774 roku w czasopiśmie Philosophical Transactions. Pomimo prób naukowego uzasadnienia „uspokajania wody” skuteczność tego zabiegu jest znikoma, gdyż wylanie oleju i zwiększenie napięcia powierzchniowego nie wpływa na fale o długości większej niż 10 cm – energia fal podczas sztormu jest znacznie większa od energii jaką może zgromadzić fala kapilarna. Dlatego zabieg ten należy zaliczyć do mitów marynistycznych.

## Właściwości fal kapilarnych

### Dyspersja
Fale kapilarne ulegają dyspersji. Dyspersję fali kapilarnej w obecności przyspieszenia grawitacyjnego opisuje związek:
{\displaystyle \omega ^{2}={\frac {\sigma }{\rho +\rho '}}\,|k|^{3},}
gdzie:
{\displaystyle \omega } – częstość,
{\displaystyle \sigma } – napięcie powierzchniowe,
{\displaystyle \rho } – gęstość cieczy cięższej,
{\displaystyle \rho '} – gęstość lżejszej cieczy lub gazu,
{\displaystyle k} – liczba falowa.
Jeżeli powierzchnia cieczy jest granicą między cieczą a próżnią lub gazem o gęstości znacznie mniejszej niż gęstość cieczy powyższa relacja upraszcza się do:
{\displaystyle \omega ^{2}={\frac {\sigma }{\rho }}\,|k|^{3}.}

### Fale grawitacyjno-kapilarne

Zależność prędkości fazowej (A) i grupowej (B) od liczby falowej. Wykres skalowano względem parametrów ośrodka.

Zazwyczaj fala na powierzchni cieczy rozchodzi się w wyniku działania sił napięcia powierzchniowego i grawitacji, fale takie określa się jako grawitacyjno – kapilarne. Związek dyspersyjny dla takich fal dla cieczy o nieskończonej głębokości określa wzór:
{\displaystyle \omega ^{2}=|k|\left({\frac {\rho -\rho '}{\rho +\rho '}}g+{\frac {\sigma }{\rho +\rho '}}k^{2}\right),}
gdzie: {\displaystyle g} – przyspieszenie grawitacyjne.
Dla fal na powierzchni wody gęstość powietrza może być pominięta. Wprowadzając parametr {\displaystyle \beta }:
{\displaystyle \beta ={\frac {\sigma k^{2}}{\rho g}},}
{\displaystyle \omega ^{2}=gk(1+\beta ).}
Przybliżone wzory na prędkość fazową i grupową dla fal kapilarno-grawitacyjnych:
{\displaystyle c_{f}={\sqrt {{\frac {g}{k}}(1+\beta )}},}
{\displaystyle c_{g}={\frac {g(1+3\beta )}{2{\sqrt {gk(1+\beta )}}}}.}
Jeśli parametr {\displaystyle \beta \ll 1} to fale są grawitacyjne, wówczas:
{\displaystyle \omega ^{2}=gk,}
{\displaystyle c_{f}={\sqrt {\frac {g}{k}}},}
{\displaystyle c_{g}={\frac {c}{2}}.}
Gdy {\displaystyle \beta \gg 1} fale są kapilarne, wówczas:
{\displaystyle \omega ^{2}={\frac {\sigma k^{3}}{\rho }},}
{\displaystyle c_{f}={\sqrt {\frac {\sigma k}{\rho }}},}
{\displaystyle c_{g}={\frac {3}{2}}c_{f}.}
Prędkość fazowa jest równa prędkości grupowej gdy {\displaystyle \beta =1,} w pobliżu tej wartości oddziaływanie sił napięcia powierzchniowego i grawitacyjnego są porównywalne, prędkość fazowa i grupowa osiągają minimum. Fale na wodzie w temperaturze około 20 °C mają najmniejszą prędkość fazową 0,231 m/s dla fal o długości około 17 mm. Fale o mniejszej długości uznaje się za kapilarne, a o większej za grawitacyjne.